# Pinback
Il progetto Pinback è il risultato del sodalizio artistico tra Armistead Burwell Smith IV (Three Mile Pilot) e Rob Crow (Heavy Vegetable, Thingy, Optiganally Yours, Physics), coadiuvati da altri musicisti a rotazione, tra cui il batterista dei Three Mile Pilot Tom Zinsor. Formati a San Diego nel 1998, i Pinback usano essenzialmente chitarra, basso, tastiere ed elettronica per creare canzoni indie rock midtempo al contempo raffinate e leggere, dalla formula originale e dalla struttura geometrica.
Nonostante impegnati in diversi altri progetti, i due Pinback hanno realizzato alcuni album ed ep dal 1998 a oggi. L'esordio avvenne con l'album omonimo del 1999. Seguirono Blue Screen Life del 2001 e Summer in Abaddon del 2004, cui si aggiungono i mini album Offcell e Some Voices, e numerosi tour ep.

## Discografia

### Album
- 1999 - Pinback (Conosciuto anche come This is a Pinback CD)
- 2001 - Blue Screen Life
- 2004 - Summer in Abaddon
- 2007 - Autumn of the Seraphs
- 2012 - Information Retrieved

### EP
- Some Voices (2000)
- Offcell (2003)

### Tour EP
- Live in Donny's Garage (2000)
- This Is a Pinback Tour Ep (2001)
- More or Less Live in a Few Different Places (2002)
- Arrive Having Eaten (2003)
- Too Many Shadows (2004)

## Formazione
- Armistead Burwell Smith IV
- Rob Crow
- Tom Zinsor